# بدلنو (استان ووتسکی)
بدلنو (به لهستانی:  Bedlno) یک روستا در لهستان است که در گمینا بدلنو واقع شده‌است. بدلنو ۶۴۰ نفر جمعیت دارد.